# COVID-19-Pandemie in Slowenien

SARS-CoV-2-Infektionen pro Občina (aufsummiert je 100.000 Einwohner)

SARS-CoV-2-Todesfälle (aufsummiert je 100.000 Einwohner)

Die COVID-19-Pandemie in Slowenien tritt seit Anfang März 2020 als regionales Teilgeschehen des weltweiten Ausbruchs der Atemwegserkrankung COVID-19 auf und beruht auf Infektionen mit dem Ende 2019 neu aufgetretenen Virus SARS-CoV-2 aus der Familie der Coronaviren. Die COVID-19-Pandemie breitet sich seit Dezember 2019 von der chinesischen Metropole Wuhan, Provinz Hubei ausgehend aus. Ab dem 11. März 2020 stufte die Weltgesundheitsorganisation (WHO) das Ausbruchsgeschehen des neuartigen Coronavirus als Pandemie ein.
Slowenien, ein Land mit 2 Millionen Einwohnern, registrierte am 14. Oktober 2020 745 Neuinfektionen. Damit stieg deren Gesamtzahl auf 10.683; 176 von ihnen starben an oder mit COVID-19.
Am gleichen Tag gab Premierminister Janša neue Maßnahmen gegen die Pandemie bekannt. Zum Beispiel erhalten ab dem 19. Oktober 2020 alle Schüler ab einem gewissen Alter Online-Unterricht.

## Verlauf und Maßnahmen

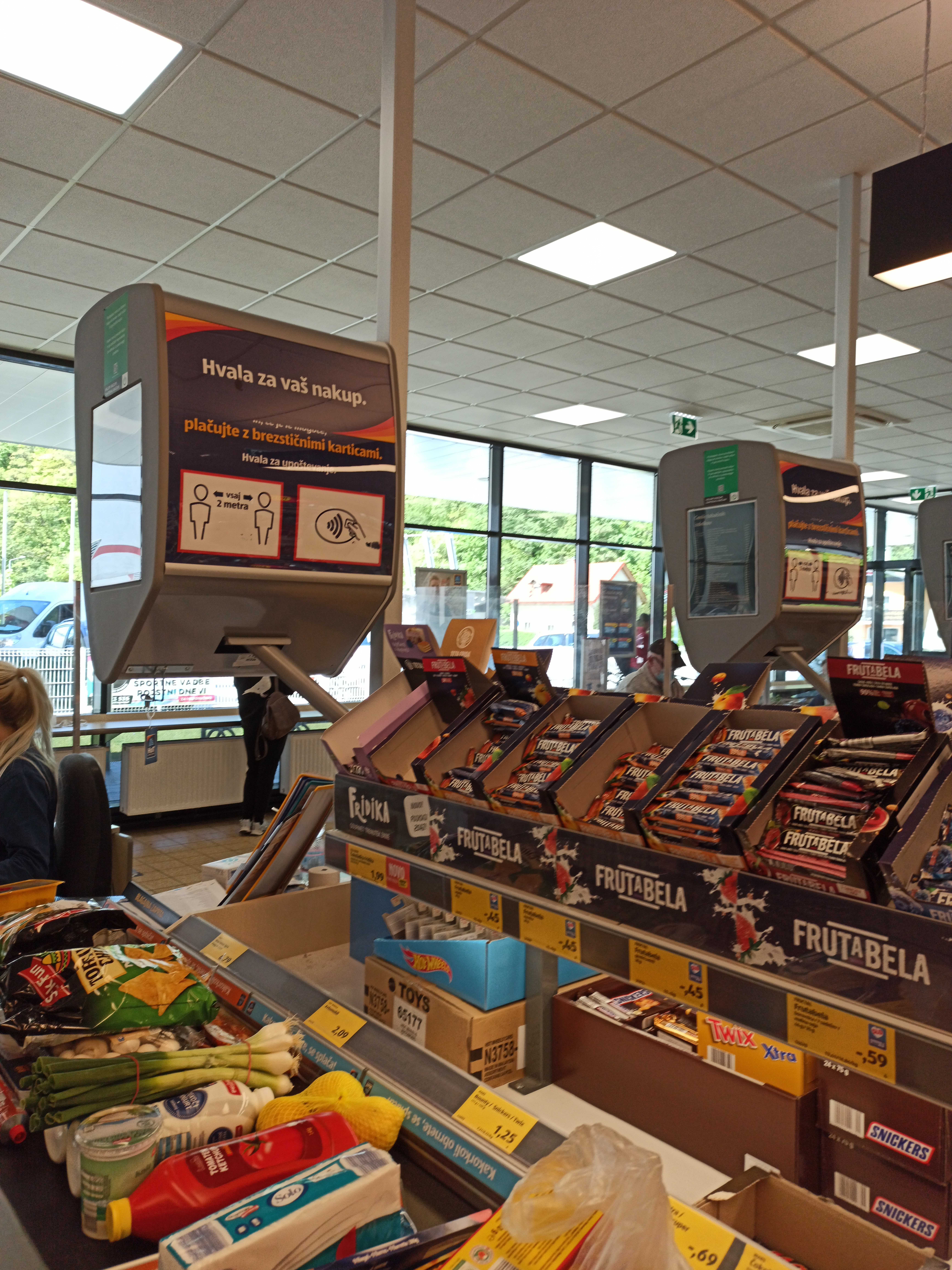
Hinweis auf Abstandsregeln und kontaktloses Bezahlen in einem Hofer-Supermarkt im nordslowenischen Tržič, April 2020

Die ersten Tage der Pandemie waren für Slowenien nach dem Rücktritt von Premierminister Marjan Šarec Ende Januar und der daraus resultierenden Bildung einer neuen Regierung eine Herausforderung. Die neue Regierung mit Ministerpräsident Janez Janša wurde am 13. März 2020 vom Parlament bestätigt. Am 10. März 2020 fand ein gemeinsames Treffen zwischen der scheidenden und der neuen Regierung statt. Die scheidende Regierung Šarec war bis zum 14. März 2020 für das Krisenmanagement verantwortlich.
Am 4. März 2020 wurde in Slowenien der erste COVID-19-Fall offiziell bestätigt. Zehn Tage später waren es bereits 140, Ende März über 700 und Ende April über 1.400. Seitdem sind die Neuinfektion wesentlich geringer (siehe Statistik). Am 12. März 2020 wurde der epidemische Notstand ausgerufen. Geschäfte aller nicht alltagsnotwendigen Branchen, Universitäten, Schulen und Kindergärten wurden geschlossen. Das medizinische Personal erhielt eine Urlaubs- und Reisesperre. Der Export von medizinischem Schutzmaterial wurde untersagt sowie die Preise für Schutzausrüstung und Desinfektionsmittel eingefroren. Am 17. März 2020 wurde der Flugverkehr – mit Ausnahmen wie Post- oder Überführungsflügen – eingestellt. Am 19. März 2020 wurden Versammlungen von mehr als fünf Personen verboten und die Wege sollten auf ein notwendiges Minimum reduziert werden (Arbeit, Einkauf, Versorgung Bedürftiger, kurze Spaziergänge). Am 30. März 2020 wurde die Bewegungsfreiheit auf den Wohnort eingeschränkt sowie die Maskenpflicht für öffentliche Räumlichkeiten eingeführt. Es wurde angeregt, Geschäfte zwischen 8 und 10 Uhr exklusiv Risikogruppen wie Rentnern, Schwangeren und Behinderten zu öffnen.
In der Nacht zum 19. März 2020 wurden die kleinen Grenzübergänge zwischen Österreich und Slowenien geschlossen. Auch 27 Grenzübergänge zu Kroatien waren davon betroffen. Seit dem 12. April 2020 mussten Einreisende in eine 7-tägige Quarantäne; zudem war die Einreise nur noch denen erlaubt, die einen festen Wohnsitz in Slowenien haben. Allerdings blieben Durchreisen ohne Zwischenstopp genehmigt, wenn gesichert war, dass sie auch zu einer Ausreise führen würden. Die Ausreise nach Österreich war seit 20. März 2020 nur noch mit einem negativen COVID-19-Test möglich. Hier galten zudem dieselben Ausnahmeregelungen (Durchreise durch Österreich für Slowenen bei gesicherter Ausreise erlaubt; Personen mit Hauptwohnsitz dürfen einreisen, müssen sich aber in Heimquarantäne begeben).
Trotz erster Lockerungen seit Mitte April kam es am 9. Mai 2020 zu Demonstrationen gegen die Maßnahmen. Allein in Ljubljana versammelten sich über 5000 Menschen trotz eines Versammlungs- und Demonstrationsverbots.
Am 15. Mai 2020 erklärte die Regierung die Pandemie für Slowenien als erstem Land in Europa für beendet. Vorsichtsmaßnahmen wie etwa die Abstandsregeln, die Maskenpflicht und das Verbot von öffentlichen Versammlungen bleiben aber weiter bestehen.
Am 19. Oktober 2020 wurde wegen steigender Infektionszahlen ein dreißigtägiger Pandemie-Notstand ausgerufen. Ab dem 20. Oktober 2020 gilt eine nächtliche Ausgangssperre von 21 bis 6 Uhr, Schüler ab der 6. Klasse werden nur noch im Fernunterricht unterrichtet.

## Wirtschaftliche Situation
Am 2. April 2020 verabschiedete das slowenische Parlament ein Konjunktur-Notprogramm, das u. a. eine Gehaltsentschädigung für Mitarbeiter vorsieht, die auf Abruf nach Hause geschickt werden. Diese soll 80 Prozent der letzten Durchschnittsgehälter betragen, so dass die Arbeitgeber nur 20 Prozent zahlen müssen. Auch sämtliche Sozialbeiträge und Pensionsbeiträge wurden für zunächst zwei Monate vom Staat übernommen. Zugleich wurden allen Politikern und öffentlichen Bediensteten 30 Prozent des Gehalts gekürzt. Landwirten und Selbstständigen wurden 350 bis 700 Euro Mindest-Einkommen garantiert, Sozialhilfebezieher und Studenten erhielten demnach eine Einmalzahlung von 150 Euro. Während der Epidemie besonders exponierten Mitarbeitern wurden Gehaltszuschläge zugesichert. Zuvor hatte man am 24. März 2020 bereits Rentnern mit weniger als 700 Euro im Monat Hilfen zugesagt sowie am 20. März 2020 Aufschübe von Krediten gewährt.
Am 24. April 2020 wurde teils kritisch über den Umgang mit der Lage berichtet. Sea-Help veröffentlichte einen Artikel mit Beobachtungen eines einreisenden Deutschen. Dieser berichtete aus Portorož und Izola, dass zwar Parkbänke mit Flatterband gesperrt, dafür aber die Cafés und Restaurants geöffnet und gut belegt seien. Zudem würden die Hotels die Situation für Umbaumaßnahmen nutzen.

## Statistik
Die Fallzahlen entwickelten sich während der COVID-19-Pandemie in Slowenien wie folgt:

### Infektionen

Bestätigte Infektionen nach Daten der WHO. Oben kumuliert, unten Tageswerte

### Todesfälle

Bestätigte Todesfälle nach Daten der WHO. Oben kumuliert, unten Tageswerte